# Skalka (Mníšek pod Brdy)
Barokní areál Skalka je poutní místo, unikátní krajinný a architektonický prvek, který sestává z kostelíka či kaple sv. Máří Magdaleny, bývalého kláštera, rekolekčního domu (poustevny) a křížové cesty se 14 zastaveními. Nachází se 27 km jihozápadně od Prahy v okrese Praha-západ, v katastrálním území města Mníšek pod Brdy. Od roku 1958 má status kulturní památky České republiky.

## Historie

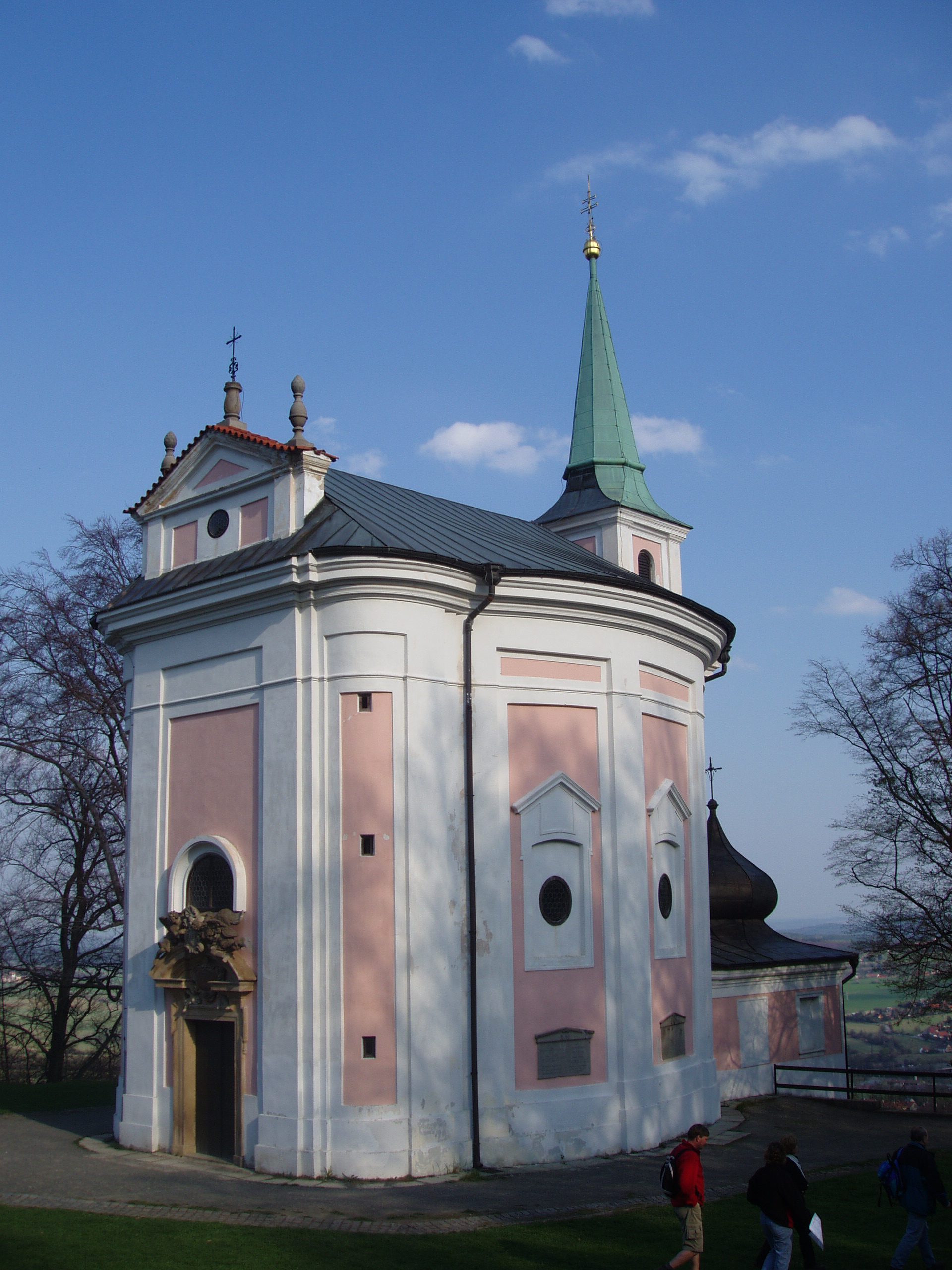
Kostelík svaté Máří Magdalény

### Od založení do roku 1947
Na sklonku 17. století vyrostl na skalnatém ostrohu Rochota nad Mníškem komplex budov, později nazývaný Skalka. Kostelík, klášter a poustevnu dal postavit syn zakladatele mníšeckého zámku Servác Ignác Engel z Engelsflussu po velké morové epidemii, která se nevyhnula ani jeho rodině. Po vykoupení potřebných pozemků z vlastnictví dobříšského knížete Mansfelda se započalo se stavbou.
Kostelík byl zasvěcen sv. Maří Magdaleně a vzorem pro stavbu byla kaple v jeskyni La Sainte Baume v jižní Francii, kde Maří Magdalena podle legendy ze 6. století třicet let žila. Engel získal pro své plány slavného barokního architekta Kryštofa Dientzenhofera, vyslal ho na studijní cestu do Provence a ten inspiraci zhmotnil do podoby českého baroka. Tato stavba s elipsovitou svatyní a čtvercovou věží patří mezi nejhodnotnější barokní stavby v Čechách. Interiér měl představovat jeskyni, podlaha byla pokryta křemennými oblázky, ze stěn a stropu visely krápníky. Na výzdobě interiéru se podíleli významní umělci baroka, např. řezbář Jan Bendl nebo malíř Karel Škréta. Stavba za dozoru mníšeckých polírů byla hotova za pouhé dva roky (1692–1693). 
Současně s kostelem vznikal klášter a poustevna („rekolekční dům“), které rovněž navrhl Kryštof Dientzenhofer. I zde se nacházely skvosty barokního umění, např. socha Piety od Jana Brokoffa. Nejcennější skaleckou památkou byl patrně nástropní obraz Sv. Máří Magdalena od Petra Brandla. Tato freska se nacházela v klášterním refektáři a vzhledem k době jejího zrodu je zajímavá odklonem od tradiční barokní metody kontrastního šerosvitu. Obraz je považován za jedno z nejvýznamnějších Brandlových děl. 

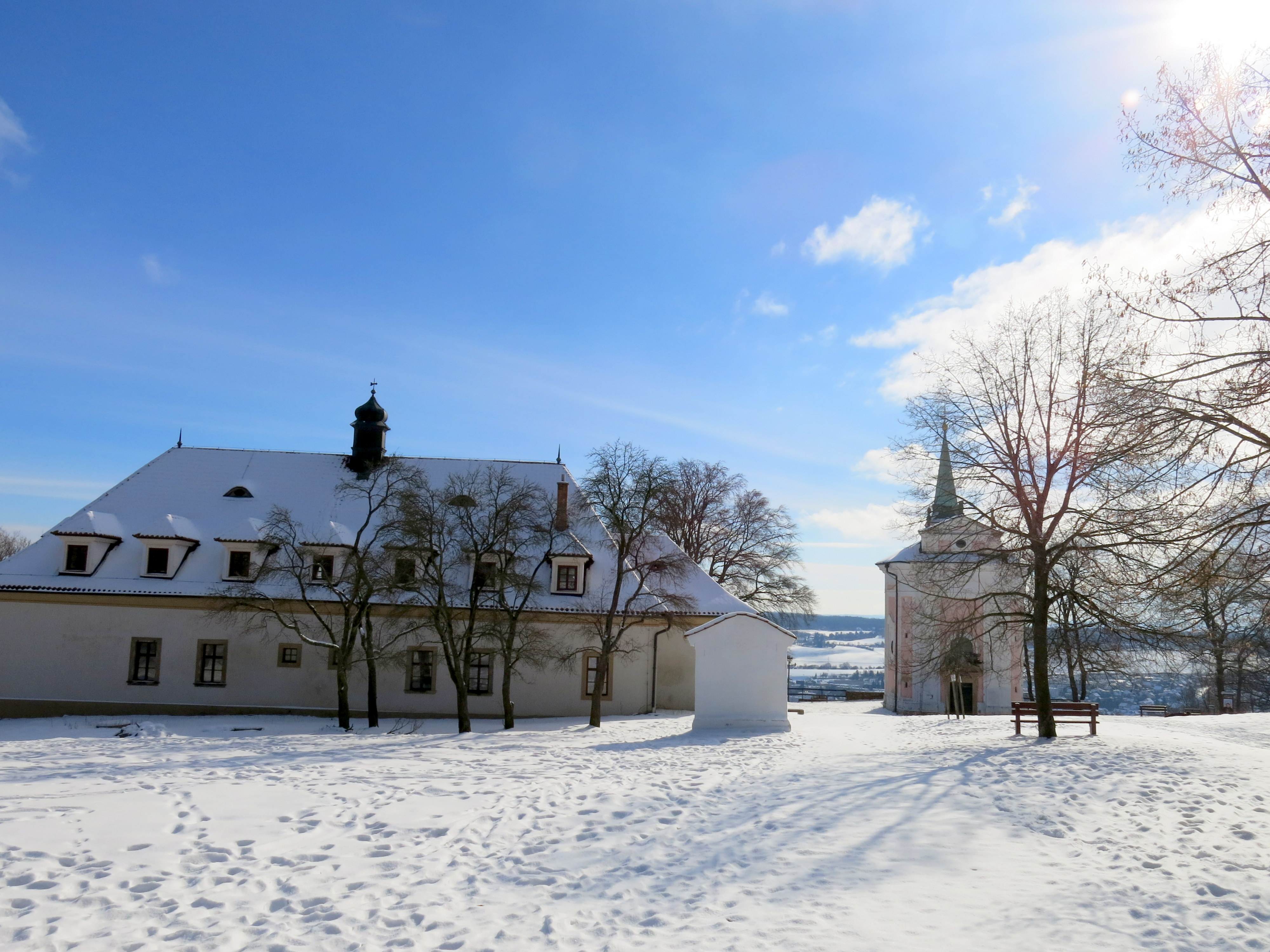
Klášter a kostel svaté Máří Magdalény

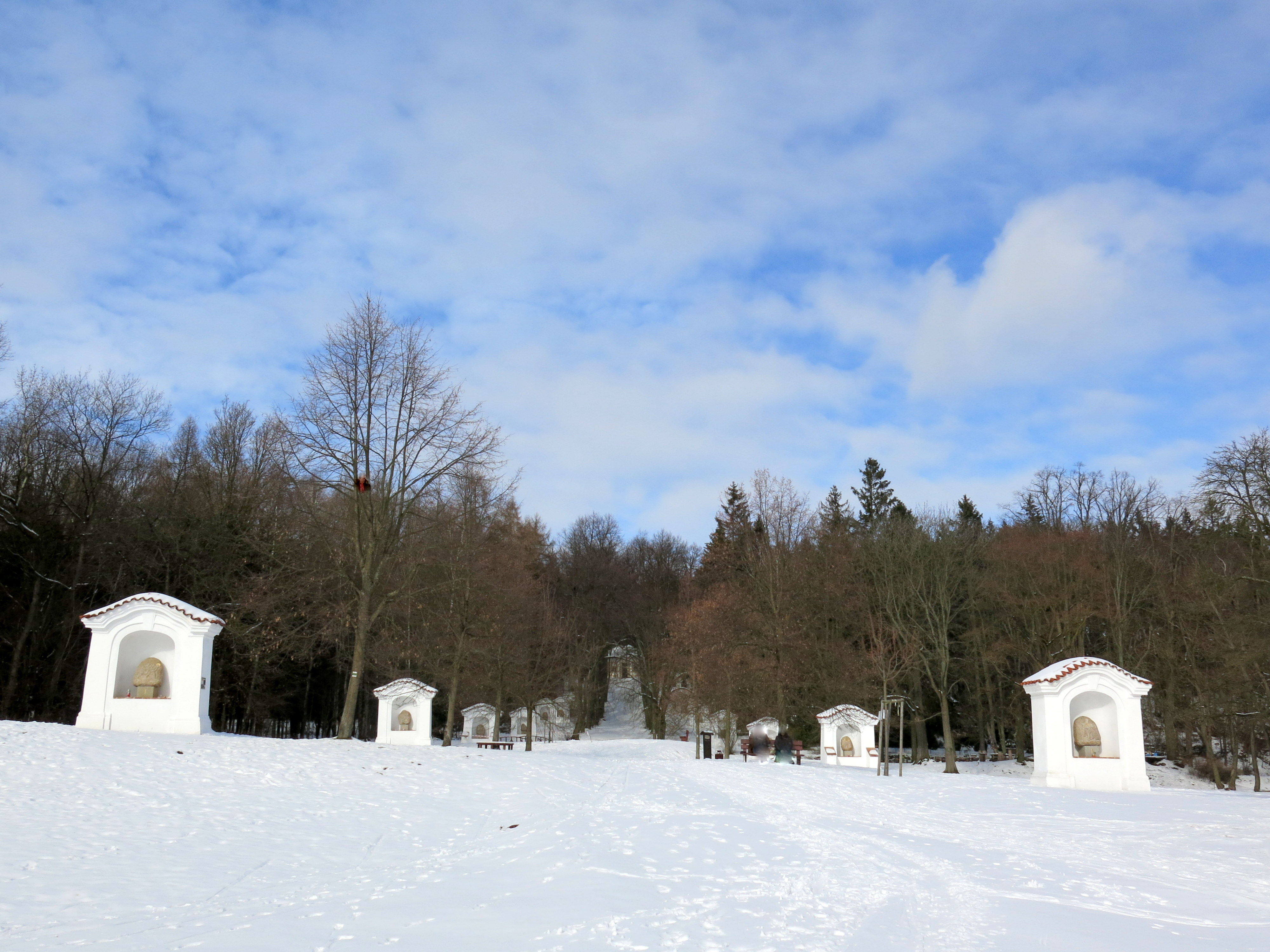
Křížová cesta – pohled od kostela sv. Máří Magdalény v zimě

Pro dokončený klášterní areál byla část okolního lesa přeměněna na pole a založen poplužní dvůr. Vše bylo připraveno, ale klášteru nebylo v církevních kruzích přáno, a tak se plánovaný příchod benediktinů na Skalku neuskutečnil. Zakladatel Skalky zemřel roku 1704, aniž by byla jeho představa naplněna. Zprovoznit klášterní areál se nepodařilo ani dalšímu z mníšeckých pánů Ignáci Karlu Engelu z Engelsflussu. Teprve 12. října 1762 byla sepsána a stvrzena nadační listina kláštera a na Skalku přišel řád františkánů. O to se přičinila po dlouhých a složitých jednáních hraběnka Benedikta Čejková z Olbramovic, zbožná tchyně nového majitele panství Václava Ignácia z Unwerthu, které se po více než padesáti letech podařilo probudit Skalku k životu. Provedla nejnutnější opravy, dala postavit křížovou cestu a zajistila klášteru fundace. Pod kostelíkem dala vybudovat rodovou hrobku Unwerthů a zřídit blízký hostinec. 
Skalka se stala oblíbeným poutním místem a později též vyhledávaným turistickým cílem (v roce 1889 sem byla vyznačena třetí česká značená cesta pro turisty). Chudý řád františkánů však neměl dostatek prostředků na opravu objektu, a tak Skalku v roce 1925 převzala Náboženská matice. Po druhé světové válce se nacházely objekty ve velmi špatném stavu a v roce 1947 byla provedena nákladem více než jednoho milionu korun  generální oprava. 

### Období chátrání a postupná obnova
Katastrofu pro Skalku znamenala intenzívní těžba v železnorudném dole pod areálem. Poddolování způsobilo v 50. letech výrazný pokles terénu a statické narušení kostelíka, v jehož zdivu vznikla obrovská trhlina (rozměrů 13 × 1 m) - stavba musela být později stažena ocelovými pásy. Nejcennější památky se podařilo památkářům zachránit, a to nejen sochy. Brandlův nástěnný obraz Sv. Máří Magdalény z refektáře kláštera byl sejmut, přenesen na plátno a umístěn v kostele sv. Václava v Mníšku. Z budovy kláštera však byla snesena střecha a krovy a tím byl odsouzen k zániku. Areál se proměnil v rozvaliny, stavební materiál byl částečně rozkraden, hrobka byla vypleněna. Zůstala pouze restaurace v barokní budově hostince, která byla v provozu ještě v roce 1968, ale i ta byla později zbořena a již nebyla obnovena (její pozůstatky se nalézají za novým roubeným domkem "občerstvení" ).
V 80. letech 20. století započaly opravy areálu. Po zajištění podloží byl nejprve zrekonstruován kostelík, který dostal novou střechu a fasádu již v roce 1991. Později byla obnovena i budova kláštera, který byl prakticky znovu postaven na zbytcích základů a obvodových zdí, a poustevna, kam se vrátila Brokoffova Pieta. V roce 2010 došlo ke stabilizaci pozůstatků budovy bývalé hájovny (snad původně poplužního dvora) a k obnovení barokní poutní stezky z města na Skalku.
Město Mníšek pod Brdy nechalo také provést restaurátorský průzkum vnitřků čtrnácti kapliček, který souvisel se záměrem osadit do jejich nik umělecké reliéfy. Koncem března 2019 byly kapličky osazeny reliéfy jednotlivých zastavení biblické Křížové cesty, které vytesal do žuly sochař Martin Mikula. Městu s realizací pomohly dotace Středočeského kraje a veřejná sbírka, která byla vyhlášena ve spolupráci s Římskokatolickou farností sv. Václava v Mníšku pod Brdy.

## Skalecká pouť
Poutě se konají v těchto prostorách pravidelně vždy v sobotu před svátkem sv. Máří Magdaleny (22. července). Pro méně pohyblivé poutníky je vedením města zajištěna bezplatná autobusová doprava od pošty v Mníšku pod Brdy (odjezd v 9:00), zdatnější jdou procesím novou cestou na Skalku. Od 10:00 začíná před kostelíkem slavnostní zpívaná mše, celebrovaná důstojným otcem mníšecké farnosti sv. Václava, za účasti kněží z okolních farností (Nový Knín apod.). V roce 2015 přislíbil též svojí účast pan arcibiskup Dominik kardinál Duka.

## Galerie – Křížová cesta (autor: Martin Mikula)

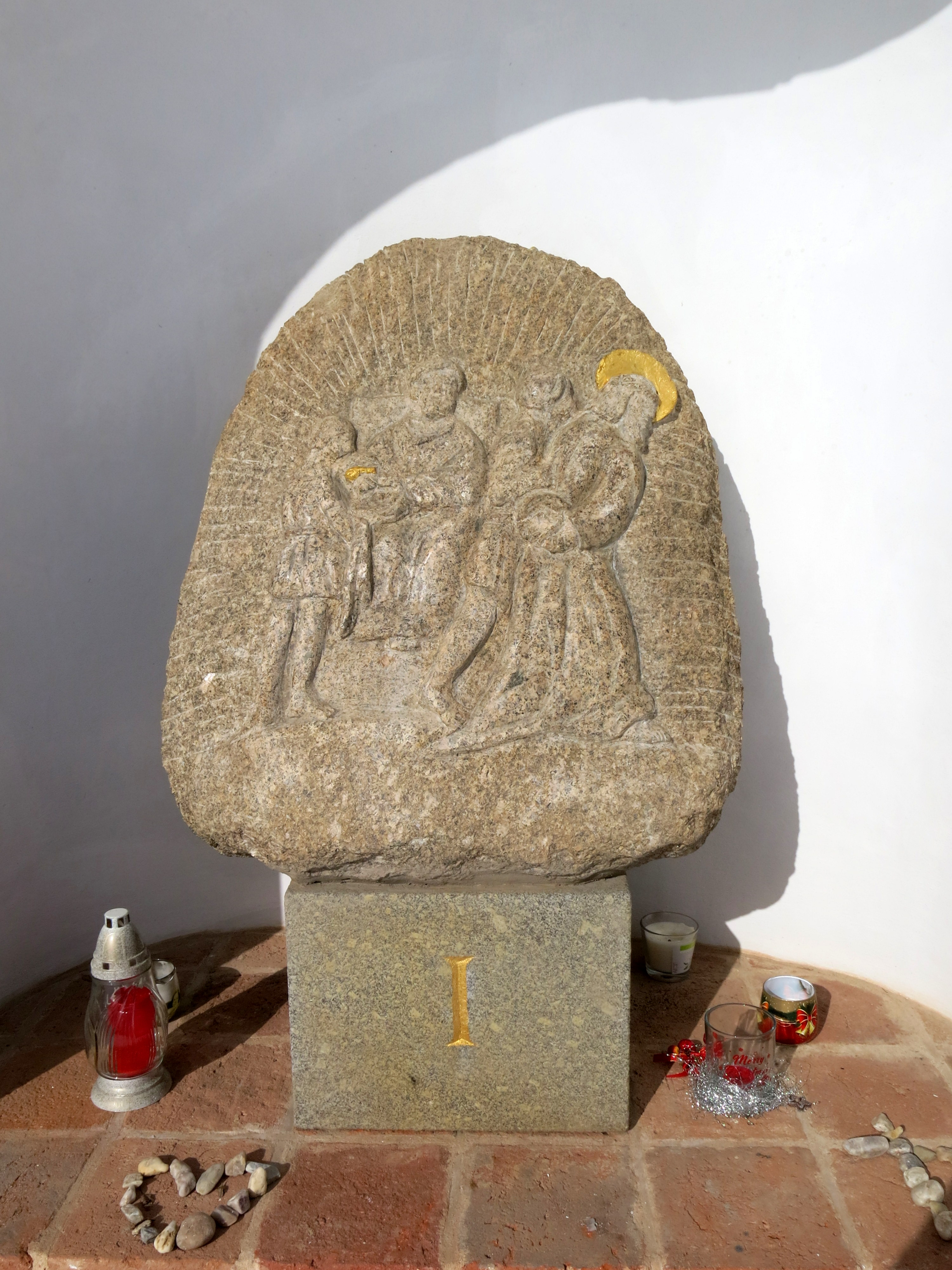
1. zastavení – Pán Ježíš odsouzen k smrti
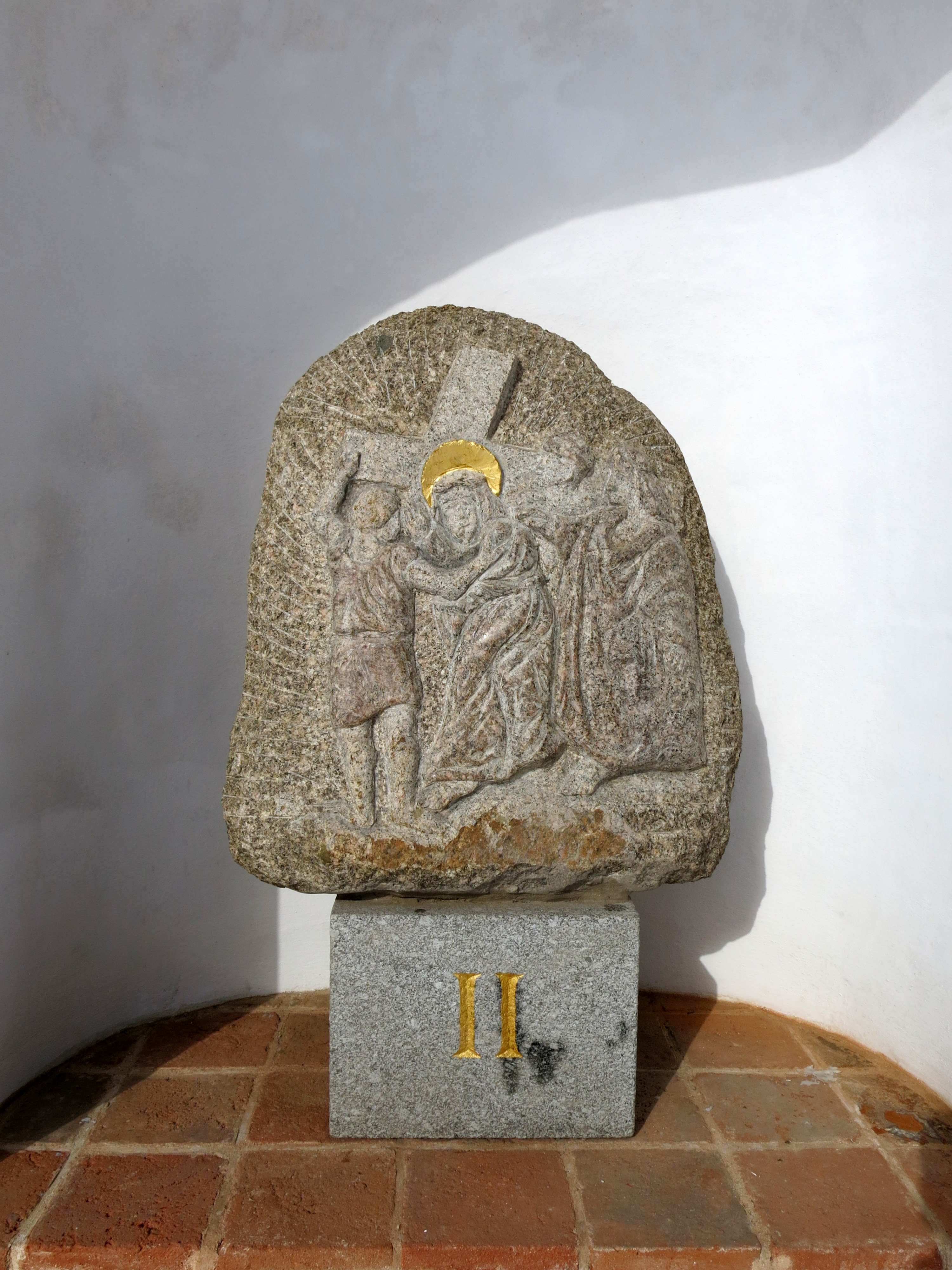
2. zastavení – Pán Ježíš přijímá kříž
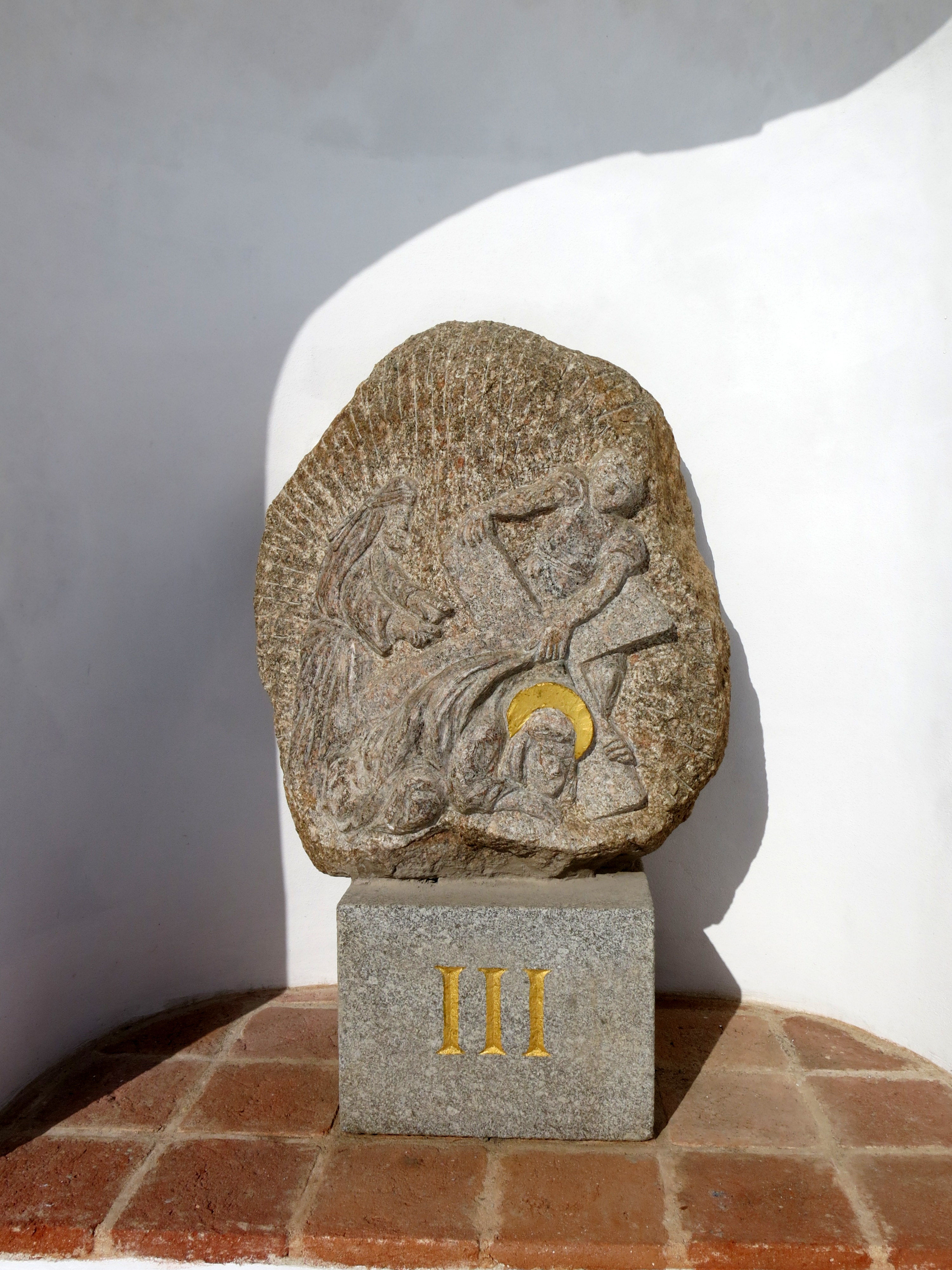
3. zastavení – Pán Ježíš padá pod křížem poprvé
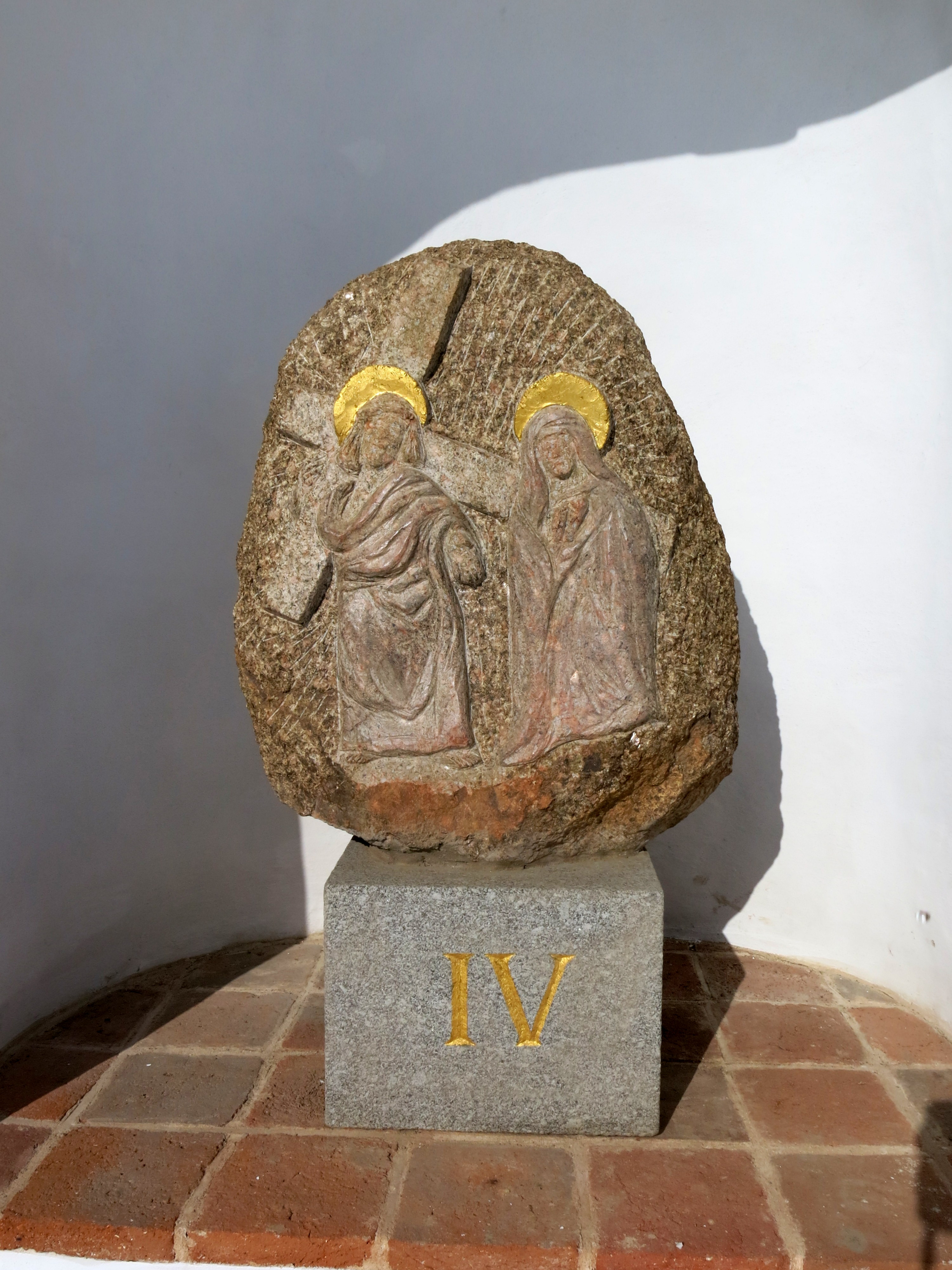
4. zastavení – Pán Ježíš potkává svou Matku
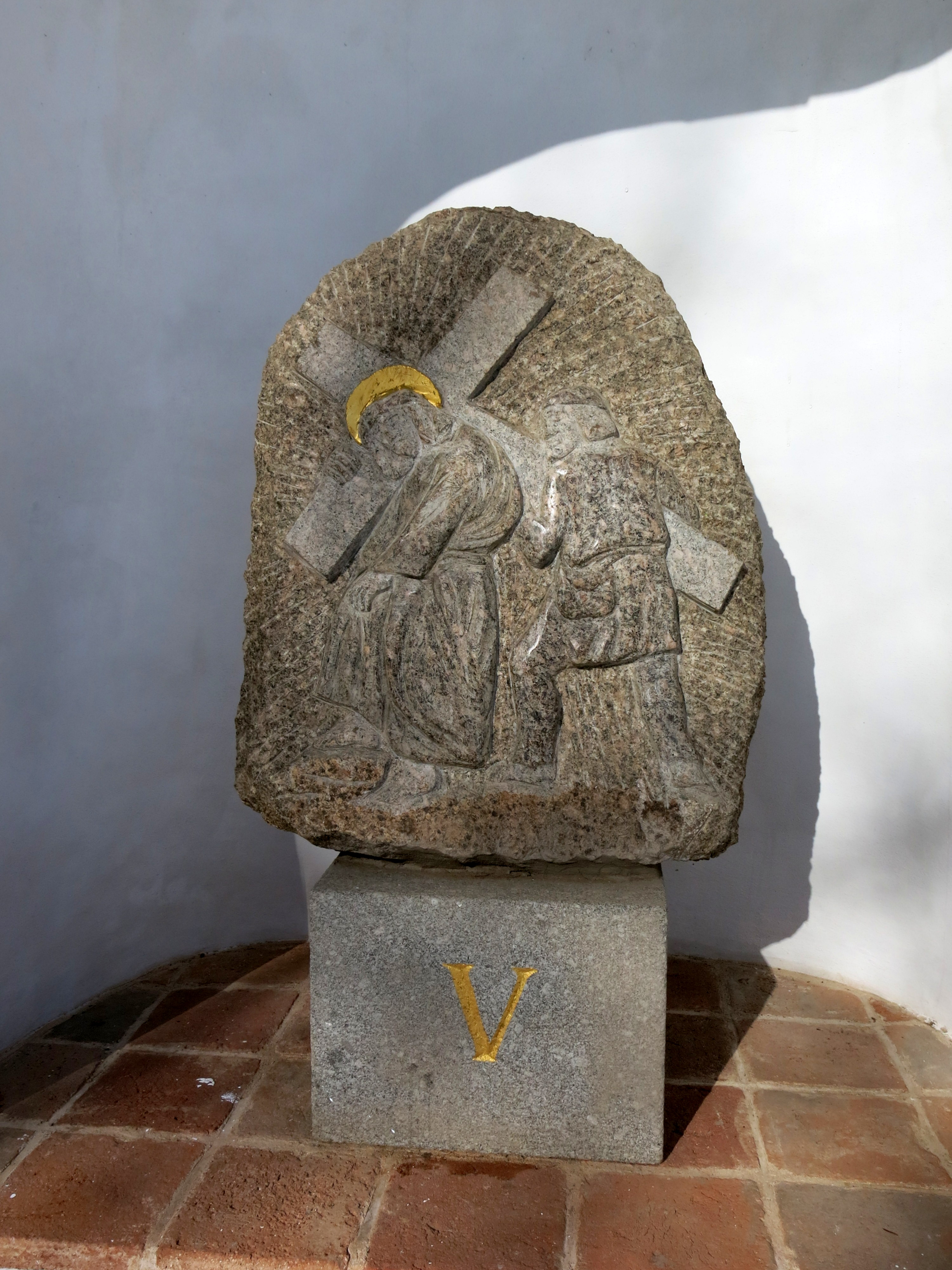
5. zastavení – Šimon Kyrenský pomáhá Pánu Ježíši nést kříž
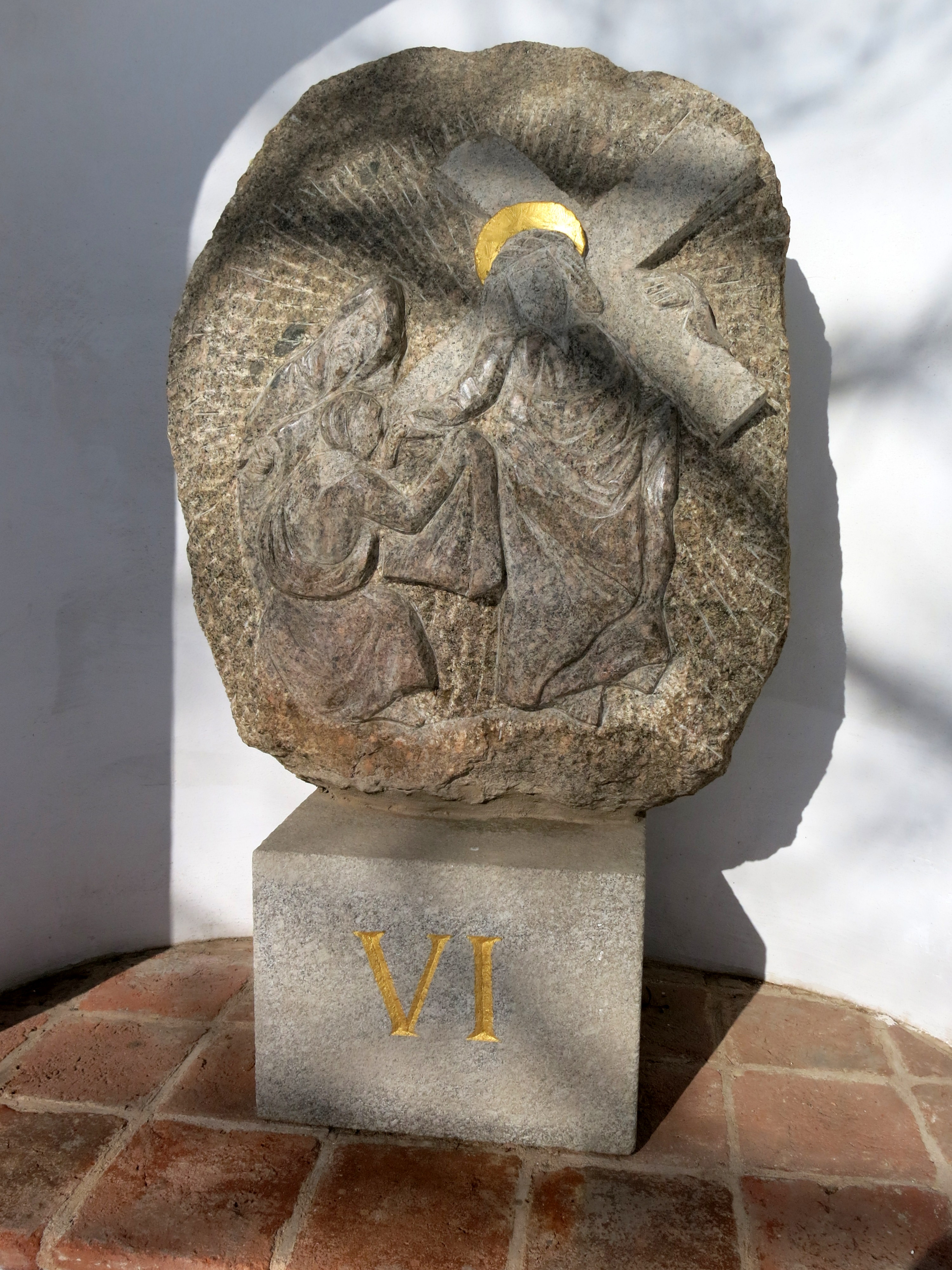
6. zastavení – Veronika podává Pánu Ježíši roušku
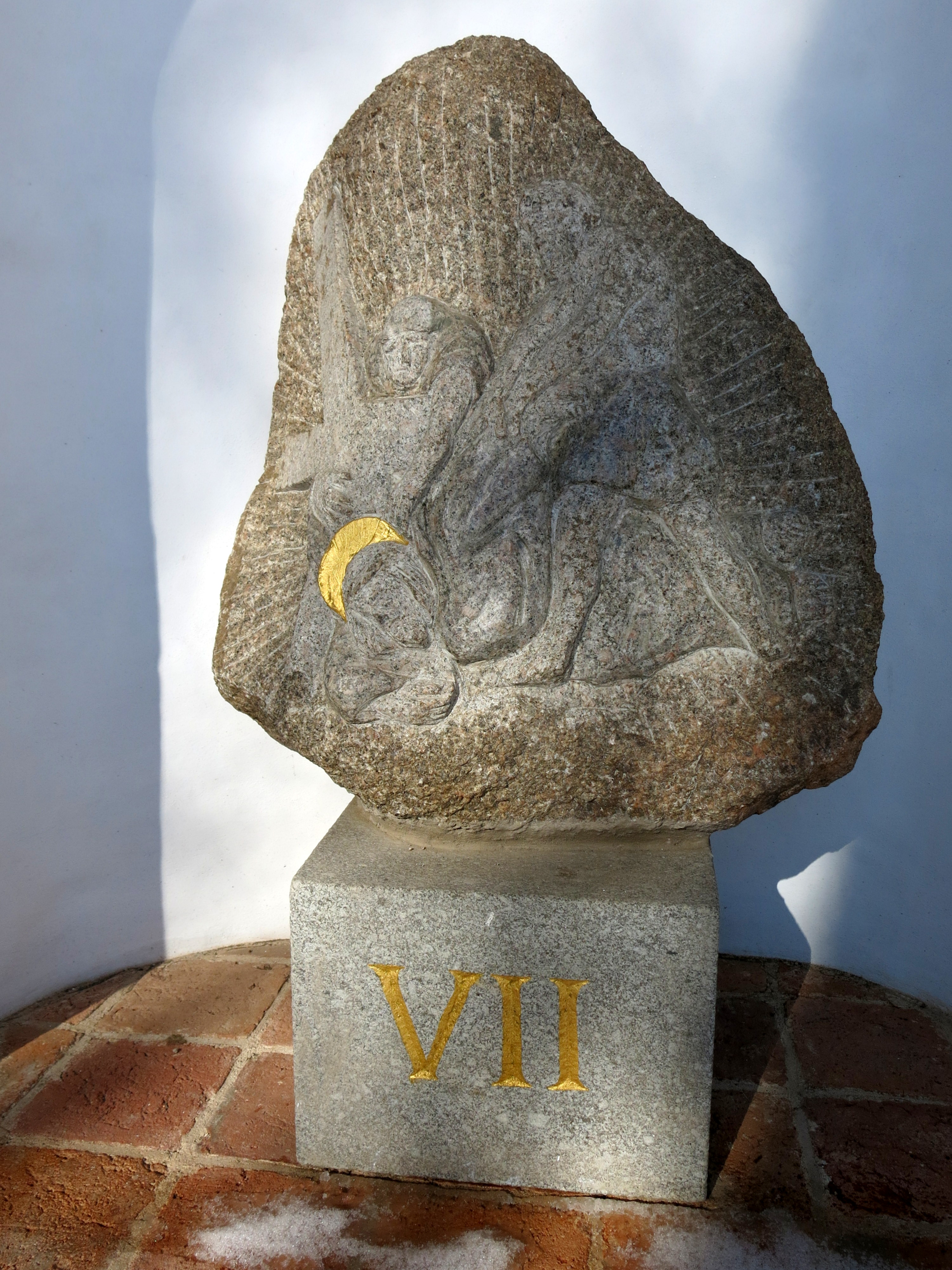
7. zastavení – Pán Ježíš padá pod křížem podruhé
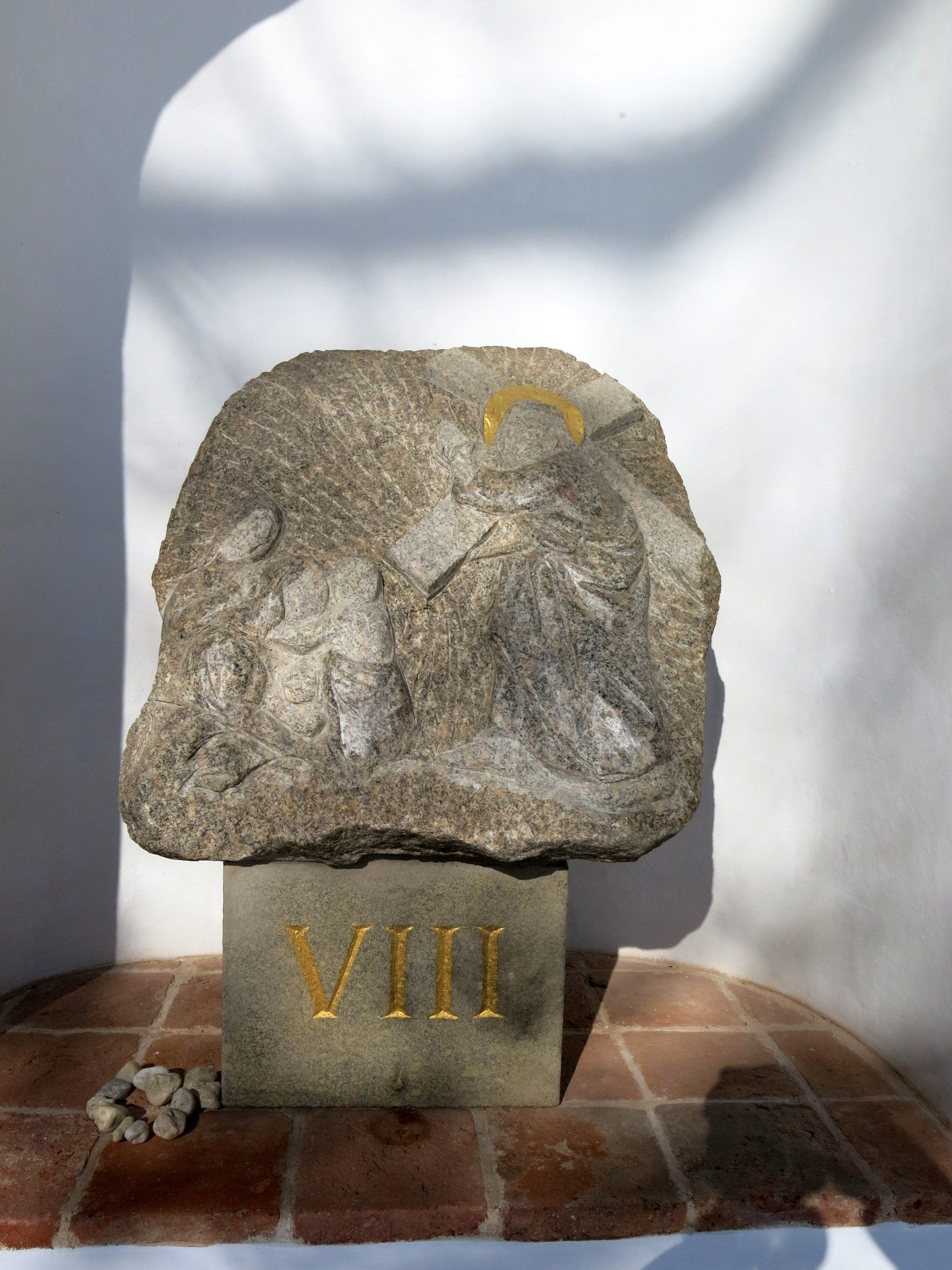
8. zastavení – Pán Ježíš napomíná plačící ženy
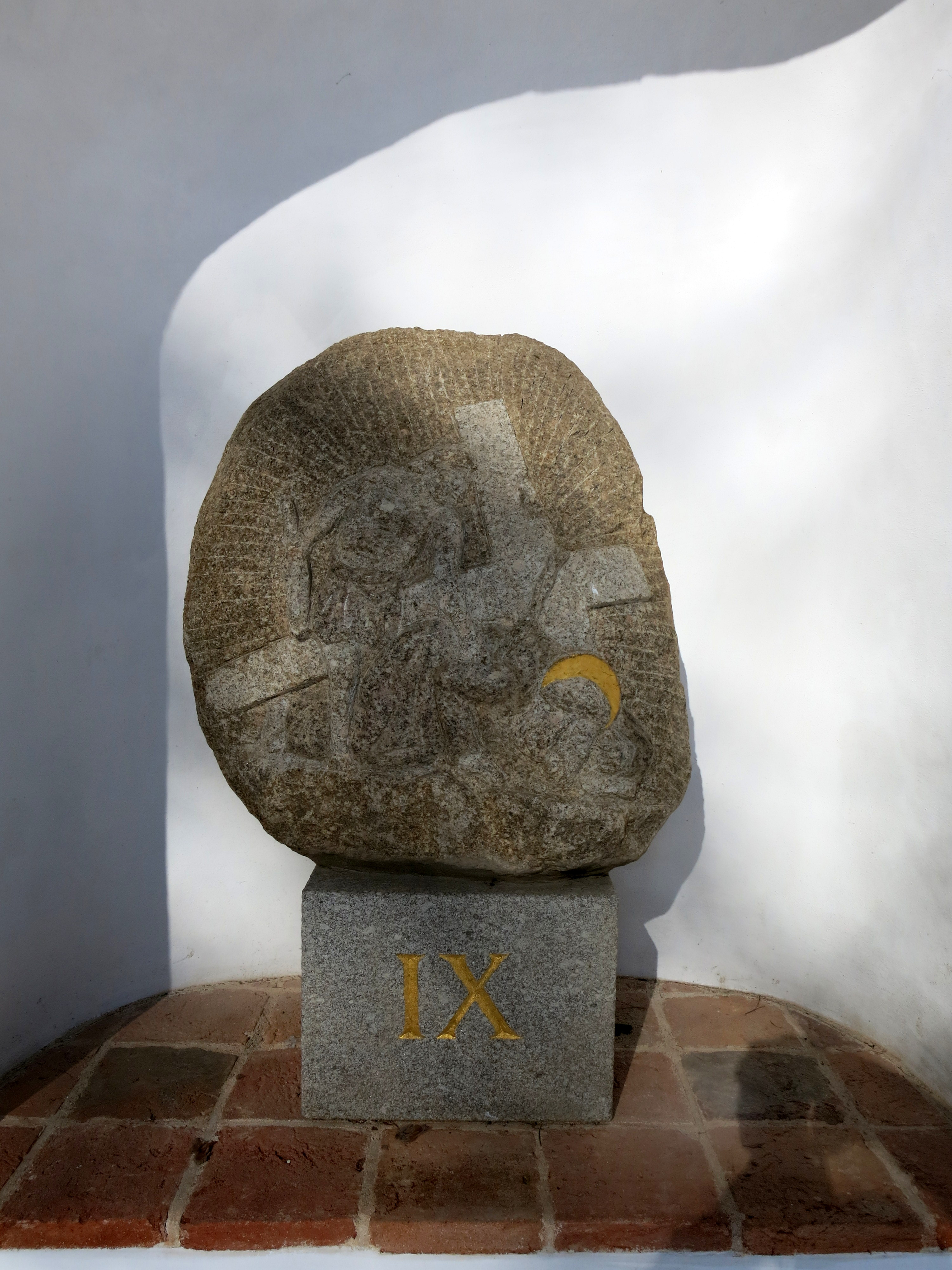
9. zastavení – Pán Ježíš padá pod křížem potřetí
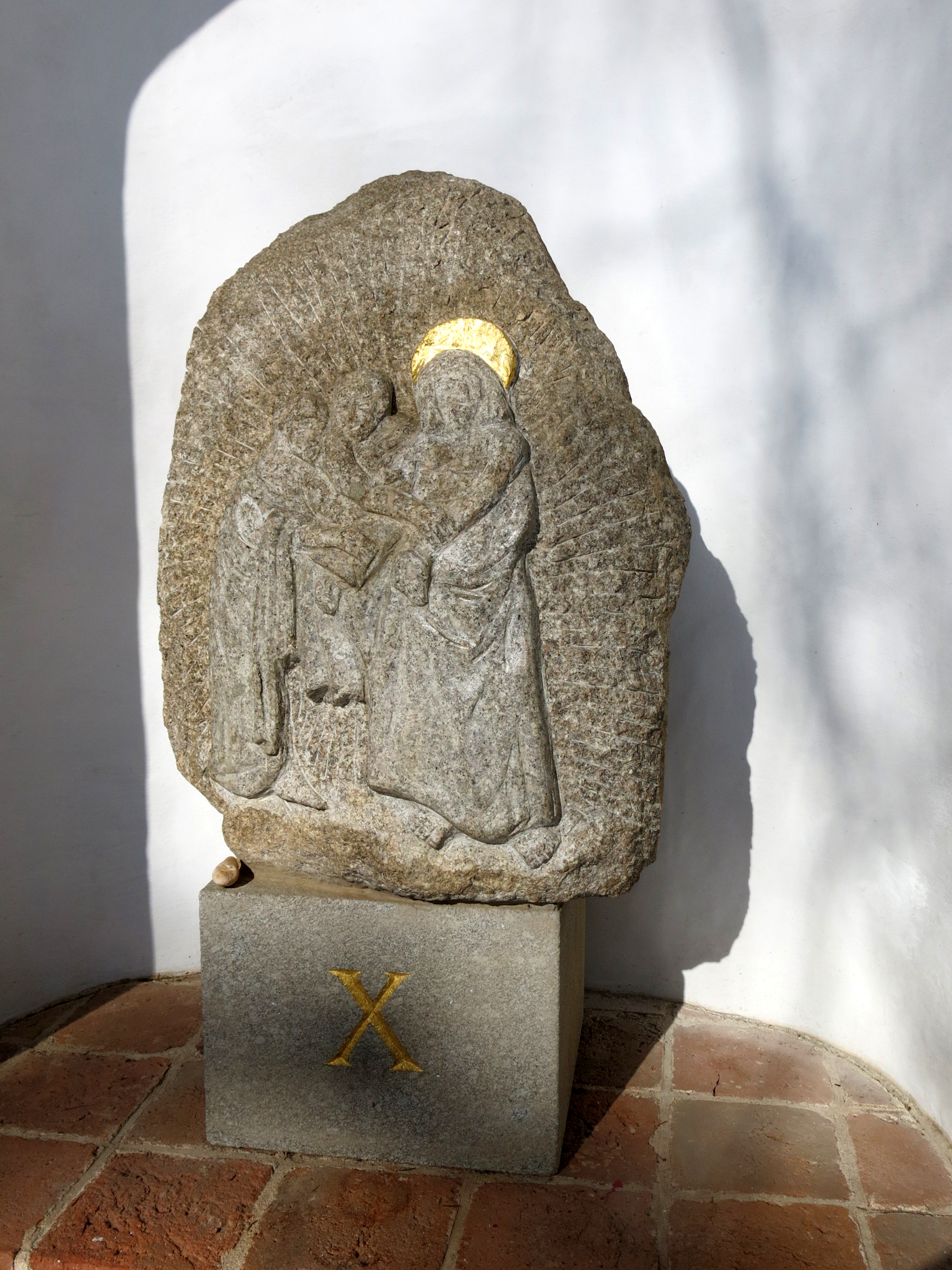
10. zastavení – Pán Ježíš zbaven roucha
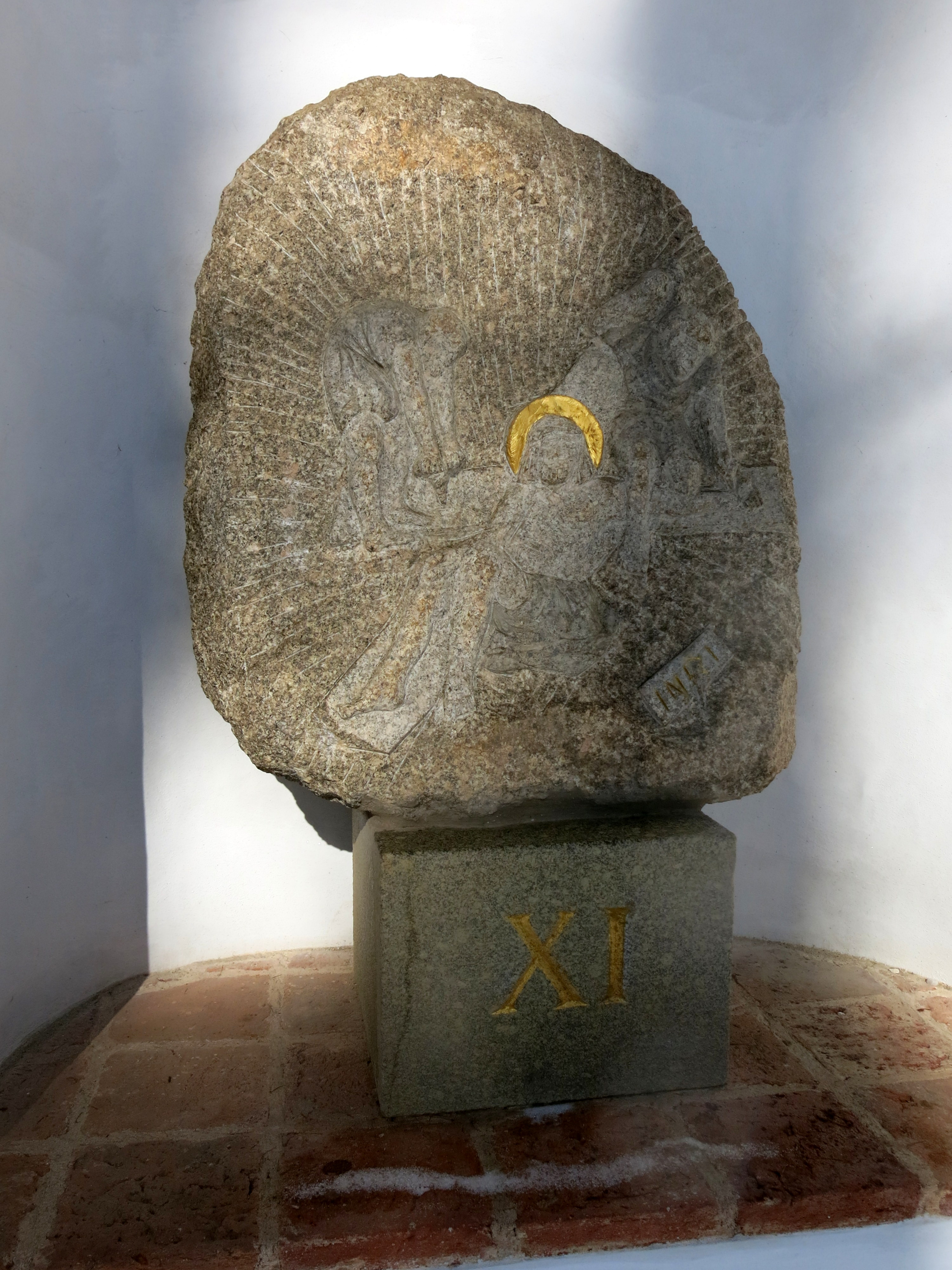
11. zastavení – Pán Ježíš přibit na kříž
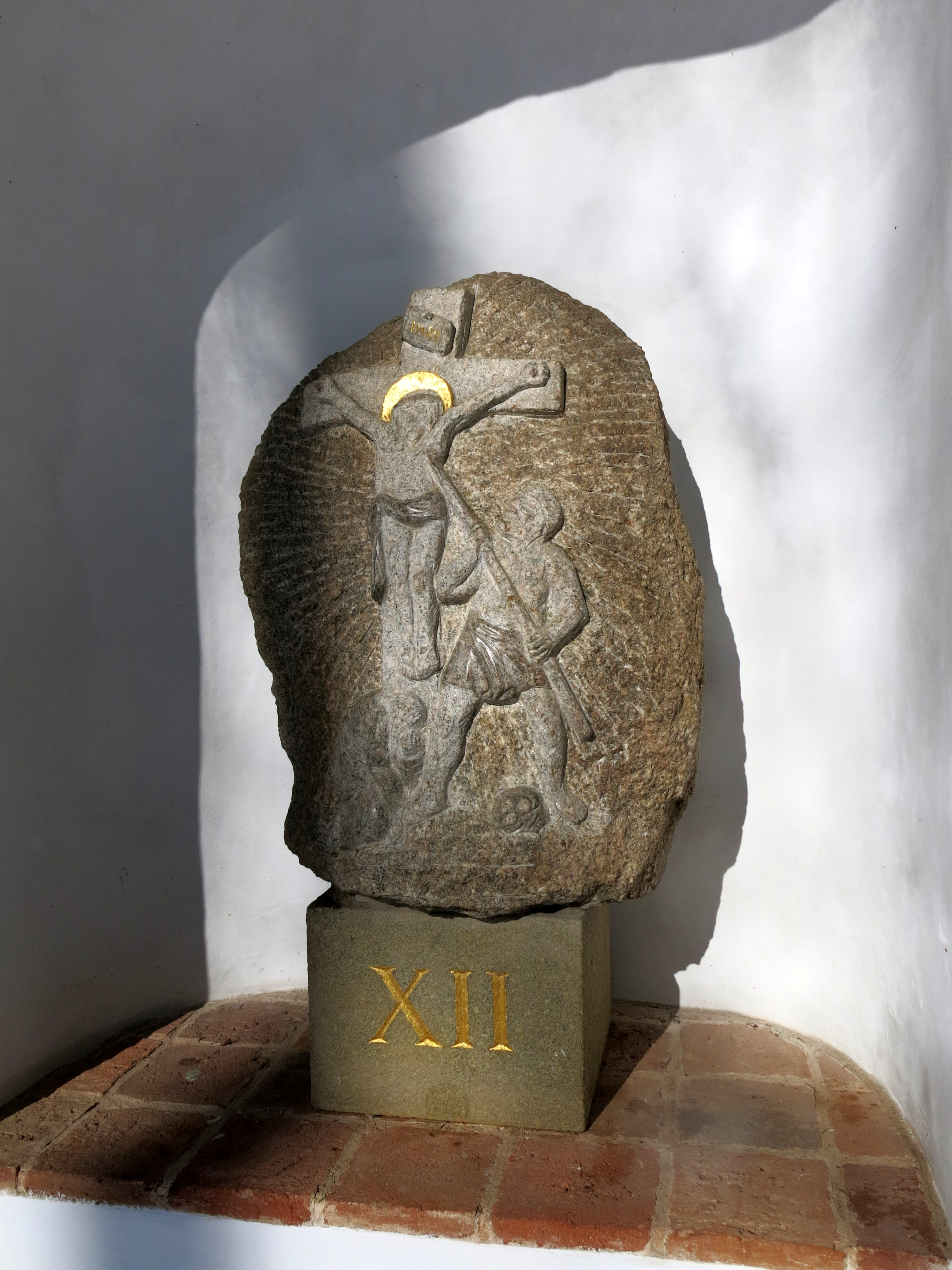
12. zastavení – Pán Ježíš umírá na kříži
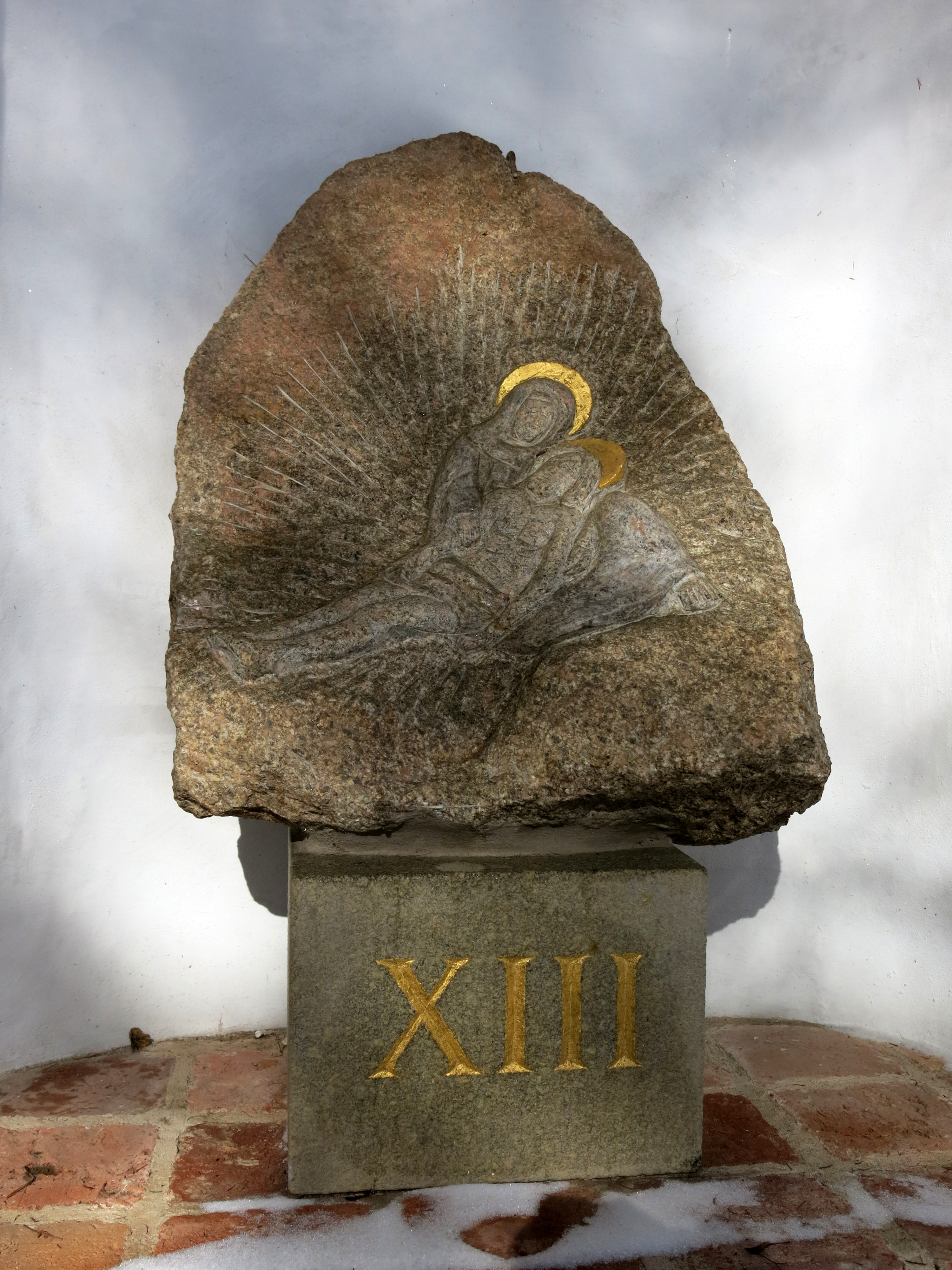
13. zastavení – Tělo Pána Ježíše sňato z kříže
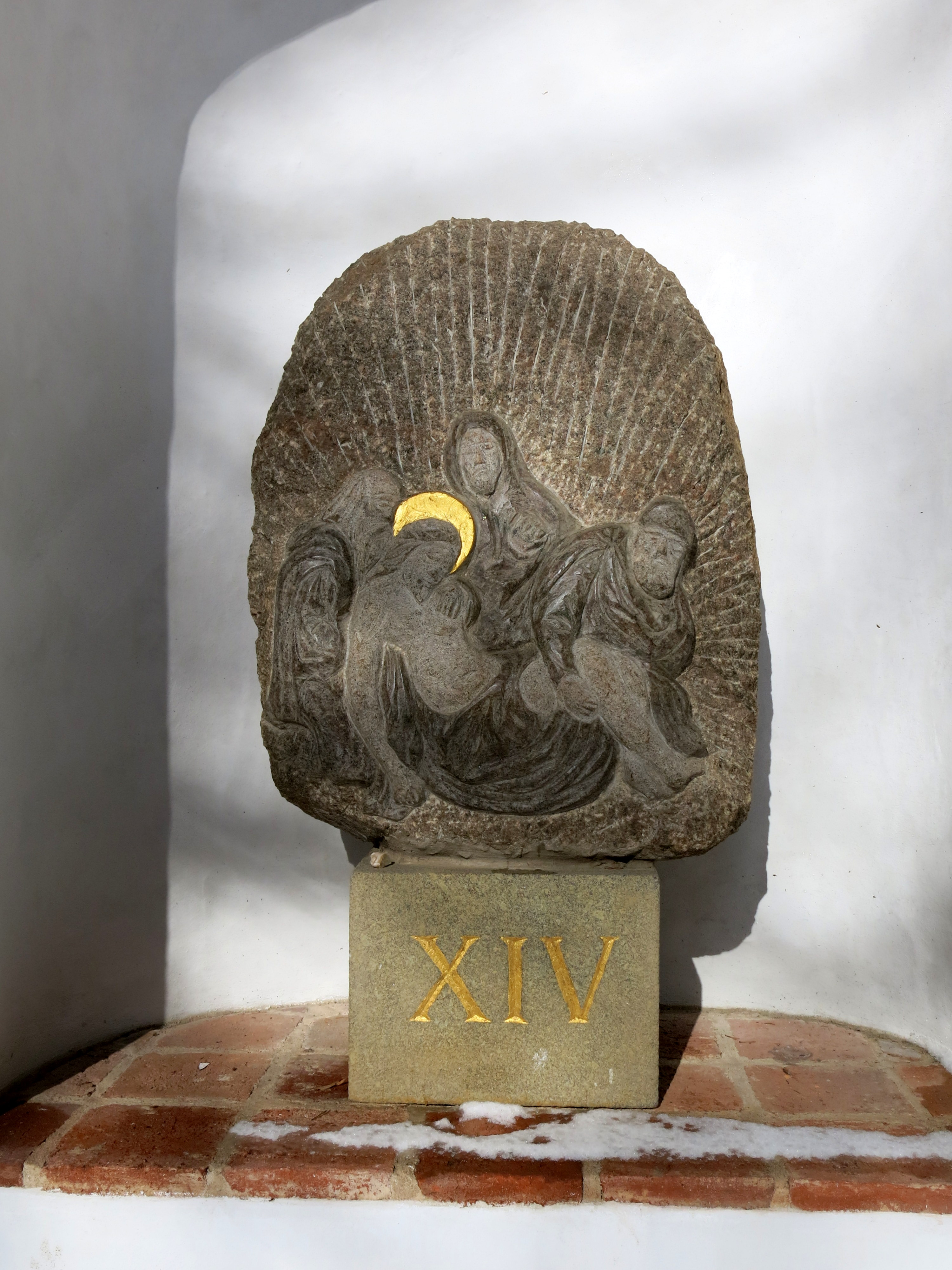
14. zastavení – Tělo Pána Ježíše uloženo do hrobu